# Арахісовий пунш
Арахісовий пунш — це напій, популярний у країнах Карибського басейну. Основні інгредієнти напою включають арахіс/арахісове масло, молоко і цукор. Однак трапляються варіанти, коли звичайне молоко часто замінюють або додають до суміші, що включає згущене молоко, спеції (переважно мускатний горіх і кориця), кукурудзяні пластівці, гіркі продукти Ангостура, порошок глюкози та досить часто суміш граноли. Деякі люди часто вважають цей напій афродизіаком через високий вміст жиру, білка та загальну енергію.
У Тринідаді його готують з арахісовим маслом, молоком, цукром і іноді зі спеціями. Іноді як інгредієнт використовується ром. Він також доступний у продажу в супермаркетах і продуктових магазинах, а також для обслуговування цих ринків. У Тринідаді і Тобаго арахісовий пунш є популярним напоєм, який часто продають на тротуарах або в закладах харчування. Напій традиційно продається як енергетичний і виготовляється з різноманітних інгредієнтів відповідно до постачальника.
На Ямайці арахісовий пунш виготовляють зі смаженого арахісу, арахісового масла або комерційних сумішей арахісового порошку. Часто додають білий ром або міцне пиво, а також згущене молоко або інший підсолоджувач з молоком, водою та спеціями.